# Élections générales néo-écossaises de 1978
L'élection générale néo-écossaise de 1978 se déroule le 19 septembre 1978 afin d'élire les députés de l'Assemblée législative de la Nouvelle-Écosse. Il s'agit de la 29e élection générale dans la province de Nouvelle-Écosse depuis la confédération de 1867 et la 52e depuis la création de l'Assemblée législative en 1758.

## Résultats
| Parti                               | Parti                      | Chef           | Sièges | Sièges | Sièges  | Voix    | Voix    | Voix    |
| ----------------------------------- | -------------------------- | -------------- | ------ | ------ | ------- | ------- | ------- | ------- |
| Parti                               | Parti                      | Chef           | 1974   | Élus   | % Diff. | #       | %       | % Diff. |
|                                     | Progressiste-conservateur  | John Buchanan  | 12     | 31     | +158 %  | 203 500 | 45,76 % |         |
|                                     | Libéral                    | Gerald Regan   | 31     | 17     | -45,2 % | 175 218 | 39,40 % |         |
|                                     | Nouveau Parti démocratique | Jeremy Akerman | 3      | 4      | +33,3 % | 63 979  | 14,39 % |         |
|                                     | Indépendant                | Indépendant    | -      | -      | -       | 2 008   | 0,45 %  |         |
| Total                               | Total                      | Total          | 46     | 52     | +13 %   | 444 705 | 100 %   |         |
| Source : (en) Elections Nova Scotia |                            |                |        |        |         |         |         |         |